# Traité de Cusseta
Le traité de Cusseta est un accord signé le 24 mars 1832 à Washington entre le gouvernement des États-Unis et la Nation creek. Par ce traité, les Creeks acceptent de céder le reste de leurs terres situées en Alabama. Une partie des terres ainsi cédées sont alors découpées en parcelles individuelles et réservées aux Creeks, au choix pour leurs propriétaires de les vendre aux Blancs et d'émigrer à l'ouest du Mississippi ou de demeurer sur place en tant que propriétaire indépendant.